# غوردون دوكز
غوردون دوكز (بالإنجليزية: Gordon Dukes)‏ هو منافس ألعاب قوى أمريكي، ولد في 23 ديسمبر 1888 في كوبه في اليابان، وتوفي في 1 أغسطس 1966 في برشلونة في إسبانيا.

## وصلات خارجية
- غوردون دوكز على موقع أوليمبيديا (الإنجليزية)